# Nafla
Die Nafla ist ein Zufluss des Ehbachs in Vorarlberg. Sie gehört zum Flusssystem des Rheins.

## Name
Ein alternativer Name ist Nawlabach. Der Name steht wahrscheinlich in Zusammenhang mit dem rätoromanischen Wort náva für 'Mulde, Taleinschnitt'.

## Verlauf
Die Nafla entspringt in Göfis und fließt durch Rankweil und Altenstadt. An der Grenze zwischen Altenstadt und Brederis vereinigt sie sich mit dem Mühlbach und wird ab hier zum Ehbach. Dieser unterfließt die Frutz durch einen Düker und mündet dann bei Koblach in den Rhein.

## Einzelnachweis
1. ↑  Albrecht Greule: Deutsches Gewässernamenbuch. Walter de Gruyter, Berlin / Boston 2014, ISBN 978-3-11-057891-1, S. 368, „Nafla“ (Auszug in der Google-Buchsuche).